# Pasticcio (Musik)
Pasticcio bezeichnet eine Oper oder auch ein kirchenmusikalisches Werk (Oratorium, Passion), das aus bereits existierender Musik verschiedener Komponisten oder aus verschiedenen Werken eines Komponisten zusammengestellt ist.

## Entstehung
Für die Entstehung eines solchen Pasticcios gibt es verschiedene Möglichkeiten:
- Eine erfolgreiche Oper wird an einem anderen Theater neu inszeniert. Im 18. Jahrhundert war es dabei allgemein üblich, die Musik den veränderten Aufführungsbedingungen anzupassen. So ersetzte man vor allem Arien, die dem einen oder anderen Sänger nicht lagen, durch andere, meist bereits erprobte Erfolgsnummern.
- Vor allem an Provinzbühnen wurden häufig Pasticci gegeben, die dem Publikum einen Querschnitt aus den neuesten Werken der berühmtesten Meister bieten sollten. Als Textgrundlage diente entweder ein schon vorhandenes Libretto, das entsprechend zurechtgeschneidert wurde, oder der Hauslibrettist musste eine neue Handlung um die ausgewählten Musikstücke herum erfinden.
- Ein Komponist kann auch Teile aus eigenen älteren Werken zu einem neuen zusammenfügen. Beispiele: Oreste, Alessandro Severo und Giove in Argo von Georg Friedrich Händel, Artamene von Christoph Willibald Gluck, Eduardo e Cristina von Gioachino Rossini.

## Geschichte
Die ersten Pasticci erschienen nach 1700; ihre Blütezeit fällt in die Jahre von 1720 bis 1750, als praktisch in ganz Europa (mit Ausnahme Frankreichs) die Opera seria die herrschende Opernform war. Deren Schema der Trennung in handelnde und betrachtende Teile (denen musikalisch Rezitativ und Arie entsprechen) kommt der Pasticcio-Praxis entgegen. Die Affekte, die in den Arien zum Ausdruck kommen, kehren in jeder Oper wieder und sind zudem textlich wie auch musikalisch stark typisiert. Daher werden die Arien leicht zu Versatzstücken, die man beinahe beliebig von einer Oper in eine andere transferieren kann.
Carl Philipp Emanuel Bach war von 1768 bis zu seinem Tod 1788 städtischer Musikdirektor in Hamburg. Für viele seiner kirchenmusikalischen Werke aus dieser Zeit verarbeitete er bereits vorhandenes Material; seien es eigene, frühere Kompositionen oder die Werke anderer Komponisten wie Georg Anton Benda, Gottfried August Homilius, Gottfried Heinrich Stölzel, aber auch die seines Vaters Johann Sebastian Bach und seines Paten Georg Philipp Telemann.
Mit der Ablösung der Opera seria durch neue Opernformen, die nach einer Verschmelzung von Musik und Drama strebten, kamen die Pasticci aus der Mode, hielten sich aber vereinzelt noch bis um 1830, vor allem in Italien. Eine gelegentliche Wiederbelebung erfuhr die Pasticcio-Praxis auf dem Feld der sogenannten „leichten Muse“. So wurde die Musik der Operette Das Dreimäderlhaus von Heinrich Berté aus verschiedenen Werken von Franz Schubert entlehnt, und auch die erste Musical-Version des Romans Das Phantom der Oper von Gaston Leroux war ein Pasticcio, das allerdings eine recht wahllose Zusammenstellung gängiger Opern-Hits bot.

## Künstlerische Einordnung
Aus der Sicht des 19. Jahrhunderts und besonders der deutschen Romantik erschien das Pasticcio als eine ästhetisch fragwürdige Kunstform, was auch in der gebräuchlichen deutschen Bezeichnung Flickopern zum Ausdruck kommt. Die Vorstellung, dass praktisch jedes beliebige Musikstück in jeder beliebigen Oper auftauchen kann, war mit dem Glauben an die Unantastbarkeit des Gesamtwerkes schwer zu vereinbaren und mutet auch heute noch befremdlich an.
Im ungünstigsten Fall ist ein Pasticcio tatsächlich nur eine Ansammlung musikalischer Stücke, die allein im Hinblick auf ihre Zugkraft ausgewählt wurden, ohne dass der Handlung besonderes Interesse geschenkt würde. Wenn die Musikstücke aber sorgfältig ausgewählt und arrangiert sind, kann daraus ein großartiges Kunstwerk entstehen, wie es ein Komponist alleine vielleicht gar nicht zustande gebracht hätte.

## Beispiel:Tamerlano/Bajazetvon Vivaldi
Als typisches Beispiel für ein Pasticcio diene die Oper Tamerlano/Bajazet von Antonio Vivaldi, die im Karneval 1735 im Teatro Filarmonico in Verona aufgeführt wurde. Vivaldi komponierte einige Stücke neu und entnahm die übrige Musik teils aus eigenen Werken, teils aus denen anderer Komponisten. Die folgenden Stücke konnten bisher identifiziert werden:
- „Del destin non dee lagnarsi“: aus L’olimpiade von Antonio Vivaldi („Del destin non vi lagnate“)
- „Nasce rosa lusinghiera“: aus Farnace von Antonio Vivaldi („Scherza l’aura lusinghiera“; vorher bereits als „Senti l’aura lusinghiera“ in Giustino von Vivaldi)
- „In sì torbida procella“: aus Alessandro Severo von Geminiano Giacomelli
- „Vedeste mai sul prato“: aus Siroe re di Persia von Johann Adolph Hasse
- „Amare un’alma ingrata“: neu
- „Qual guerriero in campo armato“: aus Idaspe von Riccardo Broschi
- „Non ho nel sen costanza“: aus Adriano in Siria von Geminiano Giacomelli
- „Anche il mar par che sommerga“: aus Semiramide von Antonio Vivaldi
- „Stringi le mie catene“: neu
- „La sorte mia spietata“: aus Siroe re di Persia von Johann Adolph Hasse
- „La cervetta timidetta“: aus Giustino von Antonio Vivaldi
- „Sposa son disprezzata“: aus Merope von Geminiano Giacomelli („Sposa, non mi conosci“)
- „Dov’è la figlia?“: aus Motezuma von Antonio Vivaldi
- „Sì crudel! questo è l’amore“ (Quartett): aus Farnace von Antonio Vivaldi („Io crudel? giusto rigore“)
- „Veder parmi, or che nel fondo“: aus Farnace von Antonio Vivaldi
- „Spesso tra vaghe rose“: aus Siroe re di Persia von Johann Adolph Hasse
- „Verrò crudel, spietato“: neu
- „Svena, uccidi, abbatti, atterra“: neu
- „Coronata di gigli e di rose“ (Schlusschor): aus Farnace von Antonio Vivaldi